# Pietro Erardi

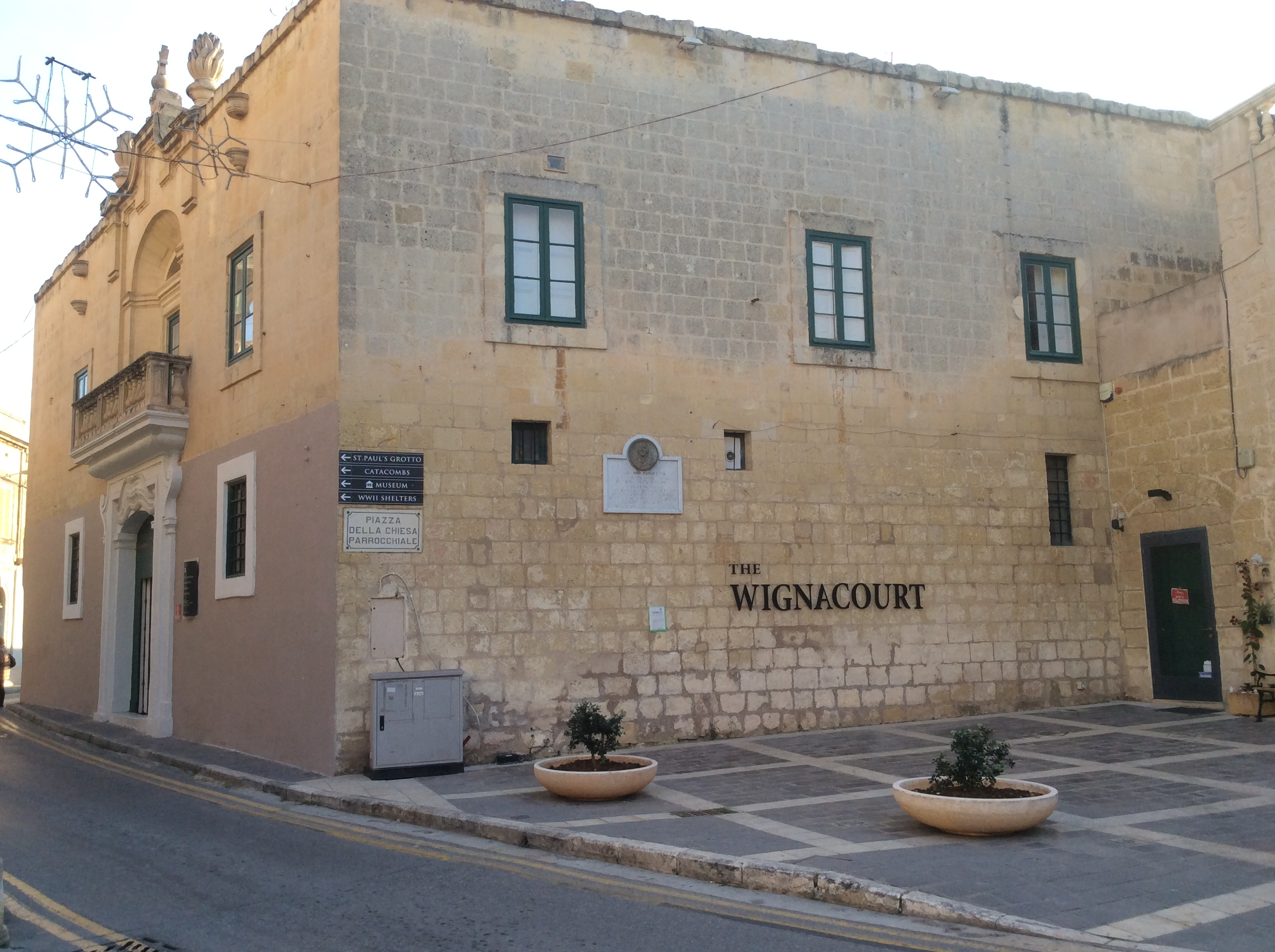
Pietro Erardi spędził większość swego życia kapłańskiego w tym college'u w Rabacie, dziś muzeum Wignacourta

Fra Pietro Erardi (1644–1727) – był maltańskim kapłanem i malarzem. Pierwotnie kleryk, od 1669 kapłan w zakonie św. Jana. W 1683 podjął obowiązki w Wignacourt College w Rabacie, gdzie pozostał przez resztę swojego życia.
Erardi wyszedł z rodziny malarzy, będąc bratem Stefano Erardiego i wujkiem Alessio Erardiego. Był właścicielem znaczącej kolekcji malarstwa. Sam był pomniejszym artystą. Dla kościoła parafialnego w Rabacie wykonał duże dzieło, przedstawiające katastrofę okrętu św. Pawła. Podarował do Wignacourt College kilka swoich dzieł.